# Francis Moreau
Francis Georges Henri Moreau (nascido em 21 de julho de 1965) é um ex-ciclista profissional francês. Tornou-se profissional em 1989 e se aposentou 12 anos depois, no final de 2000. Um especialista em perseguição, Moreau foi medalhista frequente no campeonato mundial de ciclismo de pista da UCI, vencendo a perseguição em 1991. Fez parte da equipe francesa ganhadora da medalha de ouro nos Jogos Olímpicos de Verão de 1996 em Atlanta, Estados Unidos, que estabeleceu um novo recorde olímpico, com um tempo de 4:05:930. Os outros membros da equipe foram Christophe Capelle, Philippe Ermenault e Jean-Michel Monin.
Na estrada, Moreau terminou em 123º no Tour de France 1991 e 113º em 1994 – apesar da morte de seu pai no dia 9 de julho; seu pai tinha dito que ele não gostaria que seu filho desistisse de luto. Em 1995, ele terminou em quinto lugar na Grande Prêmio de Plumelec-Morbihan e nono na Paris-Roubaix de 1996.